# Hanamana Hatti, Sampgaon
Hanamana Hatti là một làng thuộc tehsil Sampgaon, huyện Belgaum, bang Karnataka, Ấn Độ.